# حمید زرگرنژاد
حمید زرگرنژاد (متولّدِ ۱۳۵۴) تهیه‌کننده و کارگردان سینما و مستندساز ایرانی است. وی تاکنون ده فیلم کوتاه، پنج تله فیلم و دو سریال تلویزیونی و بیشتر ۲۰۰ فیلم مستند و‌مستند داستانی  ساخته‌است. او شش فیلم سینمایی ساخته به نام‌های پایان خدمت ، ماهورا ،  مدار بسته شهر    ، برای مرجان و شماره ۱۰و  شمال از جنوب غربی  که در سی و دومین، سی و ششمین و سی و نهمین و چهل و یکمین و چهل و سومین دوره‌های جشنواره فیلم فجر حضور داشته‌اند. که در این دوره دیپلم افتخار و‌سیمرغ بلورین بهترین کارگردانی را به خود اختصاص دادند . وی مدیر مؤسسه سینمایی پویان فیلم از سال ۱۳۸۳ و نیز عضو انجمن مستند سازان اروپا می‌باشد.
فیلم سینمایی روز سوم به کارگردانی محمدحسین لطیفی براساس مستند روز سوم حمید زرگرنژاد می‌باشد وی دارای سابقه ساخت تعداد زیاد فیلم مستند در کشورهای ایران و آلمان، انگلستان، سوئد ،ژاپن، هلند، الجزایر، عراق و فرانسه و ترکیه می‌باشد.

## آثار

### تهیه کنندگی فیلم سینمایی
- برای مرجان (۱۳۹۹)

### کارگردانی فیلم سینمایی
- شمال از جنوب غربی (۱۴۰۳)
- شماره ۱۰ (۱۴۰۱)
- برای مرجان (۱۳۹۹)
- ماهورا (۱۳۹۵)
- پایان خدمت (۱۳۹۲)
- مدار بسته ۱۳۹۷

### تدوین
- شمال از جنوب غربی

### تله فیلم
- ساحل مرگ
- رؤیای تلخ
- ققنوس

### کارگردانی سریال
- فریادهای خاموش
- خورشید واره

### نویسنده
- زاگرس گریخت
- شماره ۱۰ (۱۴۰۱)
- شکار ژنرال
- شمال از جنوب غربی
- سرباز گم شده
- آقایاجی
- بیگانگان
- برای مرجان (۱۳۹۹)
- ماهورا (۱۳۹۵)
- بلوتوث
- ماتیک
- ققنوس
- ساحل مرگ
- تتو
- طبقه سومی
- مرد دوم (حضور مخفی یک بیگانه)

### مستندسازی
۲۸۰ اثر از جمله:
- روز سوم
- پیرامون فیلم کوتاه
- ستاره‌های زمینی
- فرزند خاک
- کیش
- ضیافت شوکران
- فریاد یک‌نفس
- زندان قصر
- روزهای خاکستری
- رنگ خاک
- طعم عشق

### فیلم کوتاه
ده فیلم کوتاه از جمله:
- تا ساعت دو
- طبقه سومی
- صبح روز امتحان
- تنگ راهه
- عبدالله

## جشنواره‌ها و جوایز
- برنده‌ی سیمرغ بلورین بهترین کارگردانی در جشنواره بین‌المللی فیلم فجر ۴۳ برای «شمال از جنوب غربی»
- کاندید دریافت سیمرغ تدوین شمال از جنوب غربی
- کاندید دریافت فیلمنامه شمال از جنوب غربی
- کاندید دریافت سیمرغ بهترین فیلم شمال از جنوب غربی
- جایزه بهترین تدوین و بهترین فیلمنامه و ‌بهترین فیلم از جشنواره بین المللی فیلم های جنگی
- نامزد دریافت سیمرغ بهترین کارگردانی برای شماره ۱۰ در ۴۱ جشنواره بین‌المللی فجر
- نامزد دریافت سیمرغ بهترین فیلمنامه برای شماره ۱۰ در ۴۱ جشنواره بین‌المللی فجر
- نامزد بهترین فیلم برای شماره ۱۰ در ۴۱ جشنواره فیلم فجر
- کاندید مسابقه فیلم‌های اول (نگاه نو) برای پایان خدمت در سی و دومین دوره جشنواره فیلم فجر
- حضور ماهورا (فیلم) در سی و ششمین دوره جشنواره فیلم فجر
- کاندید بهترین فیلم جشنواره بین‌المللی فیلم مقاومت سال ۱۳۹۷
- چند دوره کاندید جشنواره بین‌المللی فیلم کوتاه تهران
- برنده بهترین کارگردانی در جشنواره فیلم آبادان
- برنده جایزه کارگردانی جشنواره فیلم مستند الجزیره قطر
- حضور طبقه سوم فیلم کوتاه صلح سوئد
- حضور در جشنواره فیلم‌های ورزشی میلان
- برنده تجلی اراده ملی در سی و ششمین دوره جشنواره فیلم فجر
- پایان خدمت برگزیده جشنواره‌های فیلم لندن کره جنوبی و بغداد
- برنده بهترین فیلم تلویزیون تولیدات سیما فیلم ساحل
- برنده برترین مستند تلویزیونی مستند طعم عشق
- برنده مستند از جشن خانه سینما فریاد یک‌نفس برگزیده
- حضور فیلم مخفی یک بیگانه در جشنواره کن و یالا
- حضور در جشنواره اوکازاکی مکزیک ویوالیتی فرانسه و لیفت ایندیای هندوستان فیلم کوتاه طبقه سومی
- برنده سیمرغ تجلی اراده ملی به دلیل بهترین اقتباس و پژوهش برای فیلم شماره ده
- حضور در جشنواره بوالتی فرانسه برای نویسندگی در فیلم طبقه پایین
- حضور در در جشنواره کوبانی آلمان  برای نویسندگی در فیلم طبقه پایین
- حضور در جشنواره ای ای اف اف آفریقا جنوبی  برای نویسندگی در فیلم طبقه پایین
- حضوردر جشنواره لیفت ایندیای و کائوتیک هندوستان  برای نویسندگی در فیلم طبقه پایین
- حضور در جشنواره اوک ساکای مکزیک  برای نویسندگی در فیلم طبقه پایین
- حضور در جشنواره تئابای گرجستان  برای نویسندگی در فیلم طبقه پایین